# The Revenant (2009)
The Revenant is een Amerikaanse komische horrorfilm uit 2009, geschreven en geregisseerd door Kerry Prior met in de hoofdrollen David Anders en Chris Wylde.

## Verhaal
Tijdens een missie in Irak komt luitenant Bart Gregory onder bizarre omstandigheden om het leven. Zijn lichaam wordt overgevlogen naar de Verenigde Staten, waar hij begraven wordt. Kort na zijn begrafenis zoeken zijn beste vriend Joey en zijn vriendin Janet troost bij elkaar. Wanneer iedereen weer terug thuis is, staat Bart op uit de dood. Zichzelf nog niet goed bewust van de situatie komt hij aan bij het appartement van Joey. Na enige aarzeling doet Joey de deur open en ziet tot zijn schrik Bart staan.
Enigszins bekomen van de schrik laat hij Bart binnen en gezamenlijk trachten ze te achterhalen wat er precies aan de hand is. Na een klein onderzoek aan de hand van internetpagina's ontdekt Joey dat Bart een "revenant" is, Engels voor "iemand die terugkeert uit de dood", naar het Latijnse "revenans" (terugkeren). Een revenant houdt het midden tussen een zombie en een vampier en heeft mensenbloed nodig om te voorkomen dat zijn lichaam wegrot. Een revenant is alleen actief tussen zonsondergang en zonsopgang en de enige manier om een revenant te doden is door tussen zonsopgang en zonsondergang zijn hoofd van zijn lichaam te scheiden (wanneer de revenant dus niet actief is). Indien een revenant onthoofd wordt terwijl hij actief is, blijven zowel het hoofd als het lichaam doorleven.
Bart en Joey bedenken een plan om aan mensenbloed te komen. Op zoek naar slachtoffers komen ze uiteindelijk uit bij een nachtwinkel waar ze betrokken raken bij een overval. Bart schiet hierbij de overvaller door het hoofd en nemen zijn lichaam mee waarna hij zich tegoed doet aan diens bloed. Thuisgekomen genieten ze van de media-aandacht die het voorval heeft veroorzaakt en Joey vraagt vervolgens aan Bart om van hem ook een revenant te maken om samen de misdaad aan te pakken. Bart weigert maar na een poging om een nieuwe overval te verijdelen raakt Joey zwaargewond en om zijn beste vriend te redden is hij genoodzaakt om alsnog in te stemmen.
Bart en Joey zetten vervolgens hun nachtelijke activiteiten voort waarbij ze een groot aantal misdrijven verijdelen, totdat Mathilda (een vriendin van Janet) hen volgt. Ze dreigt om haar bevindingen openbaar te maken, waarop Joey haar neerschiet. Voordat ze sterft slaagt ze er nog wel in om Janet op de hoogte te brengen via haar mobiele telefoon. Joey vraagt hierop aan Bart om hem in zijn appartement op te wachten en vertrekt met de auto. Aangekomen in het appartement wordt Joey opgewacht door Janet, die hem dwingt te vertellen waarom hij bloed nodig heeft, waarna ze hem smeekt om haar bloed te drinken. Bart raakt de controle over zichzelf kwijt en drinkt zoveel van haar bloed dat Janet doodbloedt.
Kort daarna komt Joey aan bij het appartement in een witte lijkwagen. Hij vertelt Bart van zijn plan om naar Las Vegas te vertrekken en daar hun nachtelijke activiteiten voort te zetten. Bart heeft echter iets anders aan zijn hoofd en laat Joey het levenloze lichaam van Janet zien. Nadat Joey opbiecht aan Bart dat hij op de begrafenis van Bart een kortstondige romance had met Janet (waarbij hij sterk overdrijft en vertelt dat hij beestachtige seks had met Janet) raken de mannen in een onderlinge ruzie waarbij ze elkaar meermaals beschieten, met weinig effect. Joey verlaat hierop het appartement, waarna Bart Janet onthoofd en haar overblijfselen in het kanaal dumpt. Hierbij wordt Bart ingerekend door een arrestatieteam. Bart belandt in de gevangenis, waar hij bij zonsopgang ineenzakt en bij de volgende zonsondergang weer bijkomt in het mortuarium. Hij ontvlucht het mortuarium en bij terugkomst in het appartement vindt hij een pakketje met daarin Joeys hoofd.
Terwijl Bart in de gevangenis verbleef werd Joey aangevallen door de misdadiger die ze op hun eerste avond vermoorden en een paar van diens handlangers. Joeys lichaam werd hierbij met een kettingzaag in stukken gezaagd en doordat dat 's nachts gebeurde is zijn hoofd nog altijd in leven. Joeys hoofd heeft echter niet de beschikking over stembanden en Bart moet een vibrerende dildo gebruiken om Joeys hoofd in staat te stellen om te praten. Joey vertelt hem wie hem dit aangedaan heeft en dat de misdadiger ook achter Bart aan zit. Omdat Joey niet verder wil leven in zijn huidige situatie vraagt hij Bart om een manier te vinden om hem voorgoed te doden. Bart vermorzelt Joeys hoofd onder een bulldozer, waarna hij op zoek gaat naar een manier om zichzelf te doden.
In tegenstelling tot wat in de meeste zombiefilms gebruikelijk is, lukt het Bart niet om zichzelf te doden middels een kogel door het hoofd. Ook zichzelf ophangen met kerstverlichting heeft niet het gewenste resultaat. Hij gooit zich vervolgens onder een metrotrein maar slaagt er enkel in om zijn arm te amputeren. Teleurgesteld stapt hij in een andere metrotrein waar hij een brief van zijn vriendin in zijn vestzak vindt (daar achtergelaten tijdens de begrafenis). Daarna valt hij de enige andere passagier van de trein aan maar wordt betrapt. Hij vlucht het station in, waar een arrestatieteam hem opwacht.
Bart vlucht naar de top van een heuvel, waar hij bij het opkomen van de zon weer levenloos ineenzakt, waarna hij wordt omsingeld door mensen in beschermende pakken, die hem voorzichtig benaderen om hem gevangen te nemen. Na deze succesvolle poging om hem in te rekenen, ontwaakt hij, tijdens wat een rondleiding van militair personeel lijkt te zijn langs meerdere gevangengenomen revenants, vastgeketend in een glazen container. Een generaal vraagt hem of hij in het leger diende, waarop Bart bevestigend antwoord. De generaal vervolgt met te vermelden dat dit hem waarschijnlijk een voordeel zal bieden (bij zijn volgende missie). Daarna worden Bart en de andere revenants in stalen containers middels parachutes gedropt boven Khuzestan, Iran, waar de containers na de landing automatisch opengaan en de revenants zich over het land verspreiden.

## Rolverdeling
- David Anders - Barthenoy (Bart)
- Chris Wylde - Joey Leubner
- Louise Griffiths - Janet
- Jacy King - Mathilda (Matty)
- Emiliano Torres - Miguel
- Senyo Amoaku – overvaller
- Cathy Shim – Sophia Chang
- David Ury – overvaller
- Wally White – Pastoor
- Zana Zefi – Mevr. Rahmanov
- Clint Jung - Marty

## Prijzen
- 2009 - CineVegas Film Festival, Las Vegas, Publieksprijs "Best Narrative Feature"
- 2009 - Xanadu Sci Fi and Horror convention, Las Vegas, "Best Feature Film"
- 2009 - Zompire, The Undead Film Festival "Best Feature", "Best Director" (Kerry Prior)
- 2009 - Fantastic Fest "Best Director" (Kerry Prior)
- 2009 - ScreamFest, Los Angeles, "Best Make Up", "Beste Special Effects"
- 2009 - Vampire Film Festival, New Orleans, "Outstanding Vampire Film"
- 2009 - Falstaff International Film Festival "Best of the Festival Award"
- 2009 - New York City Horror Film Festival "Best Picture", "Best Director" (Kerry Prior), "Best Actor" (Chris Wylde en David Anders), "Publieksprijs"
- 2010 - Omaha Film Festival "Best Off the Edge Film"
- 2010 - A Night of Horror International Film Festival "Best Film", "Best Director" (Kerry Prior)
- 2010 - Celluloid Screams: Sheffield Horror Film Festival "Audience Award: Best Feature Film"